# شريط أشكال
شريط الأشكال في نحت الشرق القديم يشير إلى ترتيب الشخصيات المصورة، حيث يظهرون واقفين في وضع مستقيم على الأرجل (الخلفية) بنفس الارتفاع تقريبًا ويتداخلون (غالبًا مع العديد من الأشكال). إن الترتيب الهيرالدي (الشعاراتي) شائعًا في أختام بلاد ما بين النهرين بالمقارنة مع الأختام السورية، أكثر الأشكال شيوعًا في كلتا الحالتين هو صراع الحيوانات.
يمكن رؤية أصل هذه التوافق على هذه التمثيلات بالفعل في الأختام الأسطوانية في فترة أوروك، على الرغم من أن الشخصيات عادة ما يتم ترتيبها فقط في تسلسل متداخل، أو يتم تركيبها وترتيبها بشكل هيرالدي، ولكن بدون تداخل، أو متشابكة بشكل متكرر ومتساوية الحجم، لكن دون استقامة على الساقين الخلفيتين.

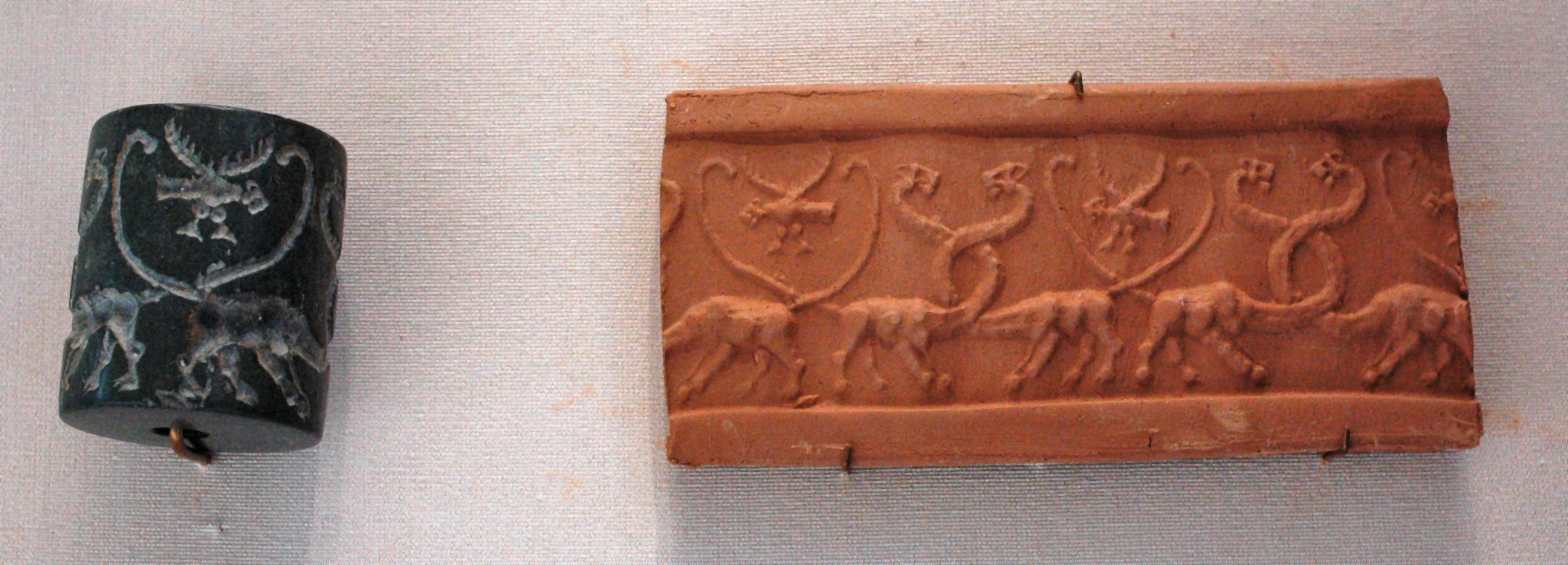
ختم اسطواني من فترة أوروك وطبعته الحديثة، المرحلة الأولية من شريط الشكل، متحف اللوفر

في شكله الفعلي، يظهر شريط الشكل لأول مرة في عصر فجر السلالات. تمثل مشاهد صراع الحيوانات، التي غالبًا ما تشمل ما يسمى البطل ذو خصلات الشعر الستة والانسان الثور ضد حيوانات مختلفة مثل الأسود أو الوعول أو الثيران، غالبية التمثيلات المعروفة خلال هذه الفترة.
خلال هذه الفترة، يمكن ملاحظة خصوصيتين خاصتين للمنطقة السورية - من ناحية، أشكال مختلطة، حيث تكون جميع الأشكال من نفس الحجم وتصور وهي تلتهمها، ولكن الفريسة، على عكس الرجل الثور والأسد الذي يهاجمها، لا تنتصب على السيقان الخلفية، وكذلك توافقات تمثيلة تخطيطية في كثير من الأحيان لرأس الأسد، إذ يظهر رأس الأسد من الأعلى.

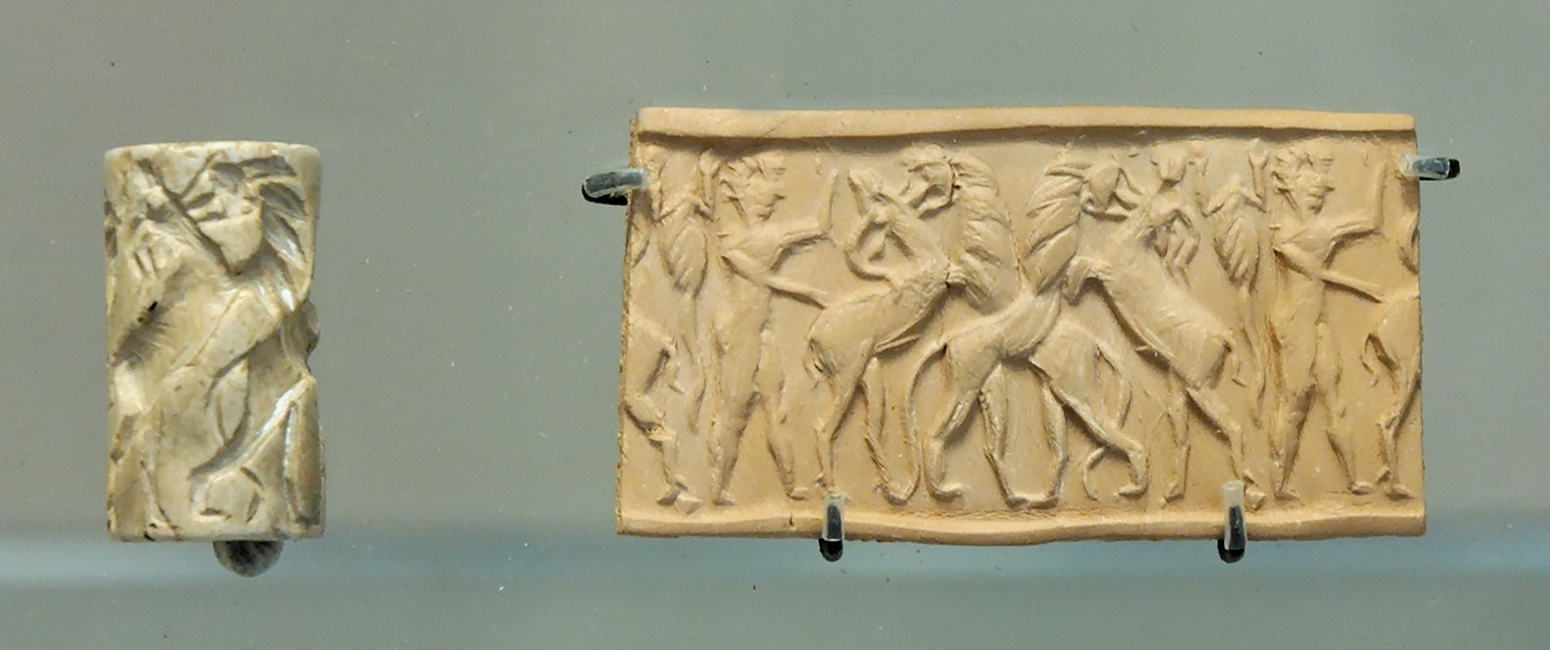
ختم أسطواني من صر فجر السلالات، وطبعته حديثًا، يلاحظ تطوير كامل لشريط الاشكال، متحف اللوفر

في الفترة الأكدية، تتفكك مجموعات الشخصيات المتراكمة بشدة من صراع الحيوانات تدريجيًا إلى خصوم يتم ترتيبهم في أزواج، وفي الفترة السومرية الجديدة، يختفي شريط الأشكل تمامًا لصالح مشهدي التمهيدي والعشق.

## حواشي
1. ↑  Dominique Collon: First Impressions. Cylinder Seals in the Ancient Near East. British Museum Publications, London 1987, S. 193
2. ↑  E. Rehm, Neuerworbene Rollsiegel des Badischen Landesmuseums in Karlsruhe, in: Beschreiben und Deuten. Festschrift für R. Mayer-Opificius, Altertumskunde des Vorderen Orients 4, Münster 1993, S. 269–282
3. ↑  Dominique Collon: First Impressions. Cylinder Seals in the Ancient Near East. British Museum Publications, London 1987, Abb. 12
4. ↑  Dominique Collon: First Impressions. Cylinder Seals in the Ancient Near East. British Museum Publications, London 1987, Abb. 6
5. ↑  Dominique Collon: First Impressions. Cylinder Seals in the Ancient Near East. British Museum Publications, London 1987, Abb. 885
6. ↑  Dominique Collon: First Impressions. Cylinder Seals in the Ancient Near East. British Museum Publications, London 1987, S. 24–30
7. ↑  Dominique Collon: First Impressions. Cylinder Seals in the Ancient Near East. British Museum Publications, London 1987 Abb. 6
8. ↑  Dominique Collon: First Impressions. Cylinder Seals in the Ancient Near East. British Museum Publications, London 1987 Abb. 947 u. 948
9. ↑  Dominique Collon: First Impressions. Cylinder Seals in the Ancient Near East. British Museum Publications, London 1987 S. 32